# Wojciech Chybiński
Wojciech Chybiński (ur. 26 lutego 1984) – polski lekkoatleta specjalizujący się w biegu na 400 metrów, zawodnik AZS UWM Olsztyn.

## Największe sukcesy
- złoty medal w sztafecie 4x400 metrów podczas Mistrzostw Polski seniorów w lekkiej atletyce (2007 Poznań)
- złoty medal w sztafecie 4x400 metrów podczas Mistrzostw Polski seniorów w lekkiej atletyce (2008 Szczecin)
- 4. miejsce w biegu na 400 metrów podczas Halowego Pucharu Europy w Lekkoatletyce (Moskwa 2008)
- 4. miejsce w sztafecie 4x400 metrów podczas Halowych Mistrzostw Świata w Lekkoatletyce (Walencja 2008)

## Rekordy życiowe
- 200 metrów – 21.30 (2 września 2007 Olsztyn)
- 400 metrów – 46.26 (1 lipca 2007 Poznań)
- 400 metrów (hala) – 48.55 (16 lutego 2008 Moskwa)